# Бигор Доленци
Вижте пояснителната страница за други значения на Доленци.
Бигор Доленци или Белостен Доленци (на македонска литературна норма: Бигор Доленци) е село в Северна Македония, в община Кичево.

## География
Бигор Доленци е разположено в Кичевската котловнина на левия бряг на Треска на пет километра югоизточно от Кичево в подножието на Челоица. Селото е от сбит тип. Землището му е 10,4 км². Към края на ХХ век по-голяма част от него са гори – 531,8 хектара. 262 ха са пасища, а 192,4 ха – обработваема земя.

## История
Смята се, че първоначално селото се е намирало в местостта Мали Доленци, недалеч от сегашното му местоположение. Според предания то е брояло 300 – 350 християнски къщи, но след убийство на двама татари на пътя Кичево – Прилеп, е издадено нареждане селото да бъде потурчено. То е запалено от турците. Оцелелите селяни се разбягват, някои се заселват се в Кичево (махала Бичинци), Челопеци и Лисичани, където са ислямизирани. Една девойка, от селото, която успява да се спаси, се жени за овчар на име Петко, с когото си построяват къща в местността Горно село (Белостено) и основават село Горно Бигор Доленци. Към 1880 година селото има 30 къщи, по-голямата част от които, с изключение на Карановци и Джорджевци, са потомци на Петко. След тази година селяните започват да се спускат на старото място, Долно Бигор Доленци. Последното семейство се установява в Долно Бигор Доленци през 1949 година.
В XIX век Бигор Доленци е чисто българско село в Кичевска каза на Османската империя. Църквата „Света Петка“ е от 1858 година, а „Свети Антоний“ е от 1865 година. В „Етнография на вилаетите Адрианопол, Монастир и Салоника“, издадена в Константинопол в 1878 година и отразяваща статистиката на населението от 1873 година, Белостен Доленци (Dolentzi Bel-osten) е посочено като село с 23 домакинства със 102 жители българи.
На Етнографската карта на Битолския вилает на Картографския институт в София от 1901 година Бигор Доленци е чисто българско село в Кичевската каза на Битолския санджак с 30 къщи.
Според статистиката на Васил Кънчов („Македония. Етнография и статистика“) към 1900 година в Горно и Долно Белостен Доленци живеят 315 българи християни.
На Етнографската карта на Битолския вилает на Картографския институт в София от 1901 година Горно и Долно Доленци са чисто български села в Кичевската каза на Битолския санджак с по 20 къщи.
Цялото село е под върховенството на Българската екзархия. Според митрополит Поликарп Дебърски и Велешки в 1904 година в Бигор Доленци има 21 сръбски къщи. По данни на секретаря на екзархията Димитър Мишев (La Macédoine et sa Population Chrétienne) в 1905 година в Беластен Доленци има 320 българи екзархисти и в селото функционира българско училище.

Главният учител Борис Траевски, който ревизира основното смесено училище в Белостен Доленци през май 1907 година, пише за селото:
| „ | Къщите на поменатото село доста разхвърляни и раздалечени една от друга... Стръмнотата на местността, види се, заставила селените... да прокарат през селото... един път, постлан с варовити камъне... Икономическото състояние на селените е завидно, те се занимават преимуществено със земеделие, отчасти с хлебарство в чужбина, най-вече в Сърбия, и каменоделие... | “ |

Статистика, изготвена от кичевския училищен инспектор Кръстю Димчев през лятото на 1909 година, дава следните данни за Бигор-Доленци:
| Домакинства | Гурбетчии | Грамотни | Грамотни | Грамотни | Неграмотни | Неграмотни | Неграмотни |
| Домакинства | Гурбетчии | мъже     | жени     | общо     | мъже       | жени       | общо       |
| ----------- | --------- | -------- | -------- | -------- | ---------- | ---------- | ---------- |
| 47          | 59        | 45       | 0        | 45       | 161        | 175        | 336        |

При избухването на Балканската война един човек от Бигор Доленци е доброволец в Македоно-одринското опълчение.
След Междусъюзническата война в 1913 година селото попада в Сърбия.
По време на българското управление на Вардарска Македония през Първата световна война Бигоръ-Доленци е част от Орланска община в Кичевска околия на Битолски окръг и има 253 жители.
На етническата си карта на Северозападна Македония в 1929 година Афанасий Селишчев отбелязва Бигор Доленци като българско село.
След Втората световна война, до началото на 60-те години на ХХ век от Бигор Доленци се изселват 30 – 40 семейства, предимно в Кичево. В 1961 година Бигор Доленци има 52 къщи. През учебната 1960/1961 година учениците в местното училище са 17.
След 1948 година на пътя Кичево – Прилеп се развива махалата Гола Мара, в която постепенно се установяват жители на по-високите части на селото. В 1961 година Бигор Доленци има 52 къщи.
В 1961 година селото брои 250 жители, а в 1994 година – 194 жители. Според преброяването от 2002 година селото има 156 жители македонци.
От 1996 до 2013 година селото е част от община Вранещица.

## Родове
Според Томо Смилянич през 20-те години на XX век родовете в селото са стари и преселени. Староседелски родове са: Марковци (3 къщи), Търпевци (4 къщи), Бирковци (7 къщи), Сърбиновци (5 къщи, од тях има изселеници в България и Румъния), Аджи Настевци (1 къща), Фулаковци (5 къщи), Гюрчиновци (2 къщи), Шерет-Степановци (8 къщи) и Степановци (1 къща). От Шерет Степановци и Степановци има преселени в Белград. Родове на преселници с: Гьорчевци (5 къщи), доселени от Сърбица и Карановци (10 къщи), преселени се от разселения град Зад Камен (Закамен).
Йован Трифуноски също дели родовете в началото на 60-те години на ХХ век на стари и преселници. Староседелски са: Бирковци (6 къщи), Яневци (5 къщи), Сърбиновци (4 къщи), Степановци (4 къщи), Търпевци (4 къщи), Ираковци (4 къщи), Николовци (4 къщи), Тасевци (2 къщи) и Гюрчиновци (2 къщи). Преселническите родове са: Гьорчевци (9 къщи), заселили се от Сърбица, Карановци (8 къщи), известни и като Петревци. Доселени са от Закамен.

## Личности
Родени в Бигор Доленци
- Никола Петре, арестуван през септември 1903 година, обвинен в „даване на укритие и помощ на българските бунтовници“, осъден на 5 години каторга, заточен в Диарбекир, амнистиран с общата амнистия от 12 април 1904 година[17]
- Петър Илиевски (1920 – 2013), лингвист от Република Македония, академик
- Трифон Каранов, виден деец от епохата на църковните борби на българите в Битоля.[18]